# Dominik Kraihamer

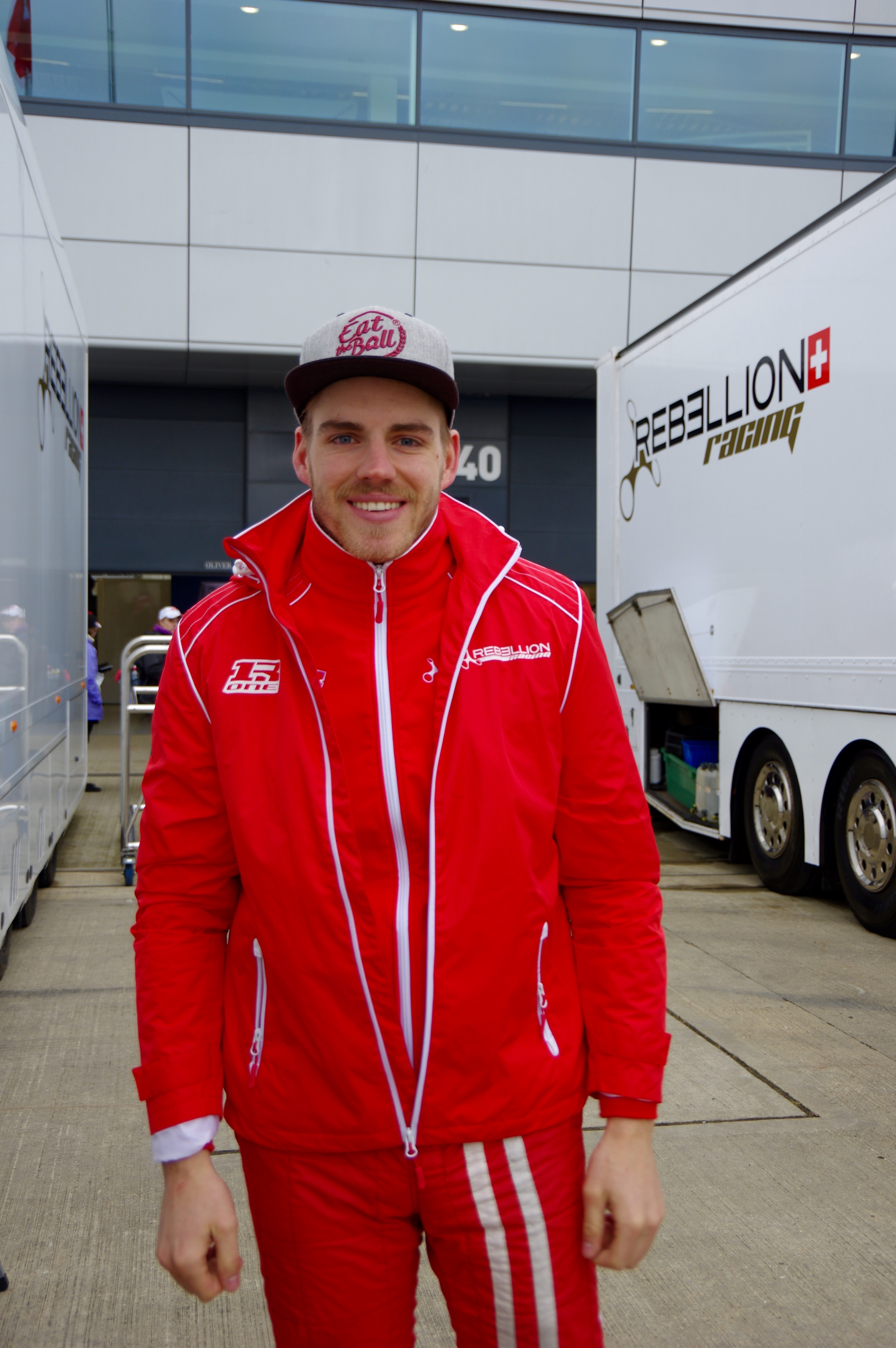
Dominik Kraihamer 2016

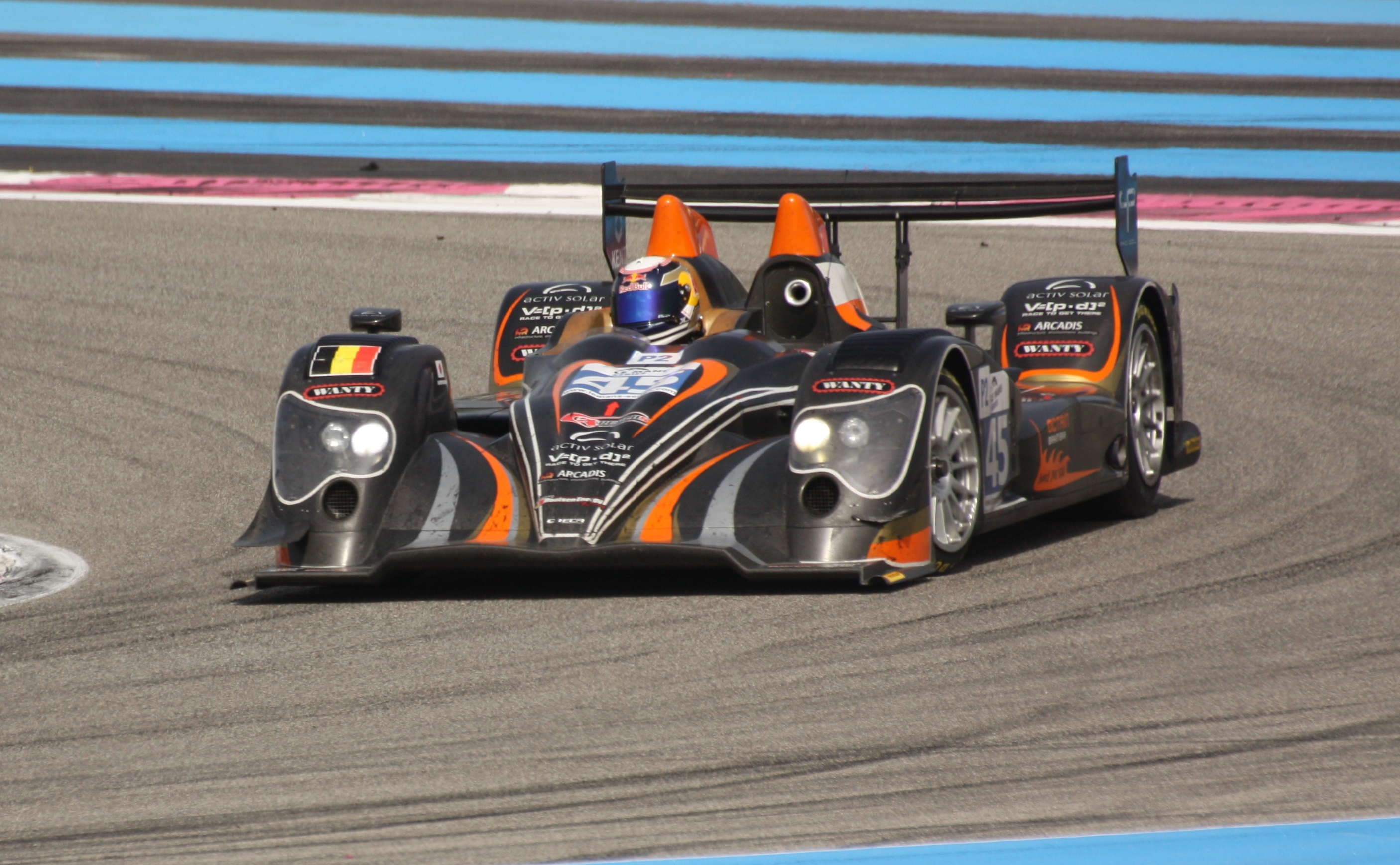
Kraihamer im Oreca 03 in der Le Mans Series beim Rennen in Le Castellet 2011

Dominik Kraihamer (* 29. November 1989 in Oberndorf bei Salzburg) ist ein ehemaliger österreichischer Autorennfahrer. Er startete ab 2012 in der FIA-Langstrecken-Weltmeisterschaft (WEC).

## Karriere
Seine ersten Erfahrungen im Kart machte Kraihamer im Alter von 13 Jahren, als er seinen Vater zu einer Kartbahn begleitete und dort ein Kart ausprobierte. Kraihamer begann seine Motorsportkarriere 2004 im Kartsport, in dem er bis 2008 aktiv war. 2007 absolvierte er Testfahrten in der Formel BMW, entschied sich aber gegen eine Karriere im Formelsport. Stattdessen wechselte Kraihamer 2008 in den GT-Sport und fuhr in der FIA-GT3-Europameisterschaft einen Lamborghini Gallardo von S-Berg Racing. Er blieb ohne Punkte.
2009 wechselte Kraihamer in den Langstreckensport und trat für Boutsen Energy Racing in der Formula Le Mans an. Anders als der Name suggeriert handelte es sich nicht um eine Formelsport-Rennserie, sondern um eine Rennkategorie mit Le-Mans-Prototypen. Er beendete ein Rennen auf dem Podest und fuhr dreimal die schnellste Rennrunde. In der Gesamtwertung wurde er 13. 2010 war die Formula Le Mans Bestandteil der Le Mans Series. Kraihamer startete weiterhin für Boutsen Energy Racing. Er beendete zwei Rennen auf dem Podium und fuhr einmal die schnellste Rennrunde. In der Wertung wurde er zusammen mit seinem Teamkollegen Nicolas De Crem Fünfter. Darüber hinaus nahm Kraihamer an einem Rennen des französischen Porsche Carrera Cups teil und absolvierte im Dezember Testfahrten in der Formel 2.
2011 wechselte Boutsen Energy Racing in die LMP2-Kategorie der Le Mans Series. Kraihamer wurde zum Einsatzpiloten. Nach eigenen Aussagen hatte er sich „mehr Zeit gewünscht“, da es erst sein drittes Jahr im Langstreckensport war. De Crem wurde erneut sein Teamkollege. Sein Team setzte einen Oreca 03 mit einem Nissan-Motor ein. Nachdem die beiden beim ersten Rennen den sechsten Gesamtrang, sowie den vierten Platz in der LMP2-Klasse belegt hatten, wurden de Crem/Kraihamer beim zweiten Rennen in Spa-Francorchamps Zweite in der LMP2-Kategorie. Anschließend erhielt Kraihamer für das diesjährige 24-Stunden-Rennen von Le Mans ein Cockpit im Oreca 03-Nissan des Team Oreca Matmut. Seine Teamkollegen waren David Hallyday und Alexandre Prémat. Kraihamer machte mit schnellen Stints und der schnellsten Rennrunde eines LMP2-Boliden auf sich aufmerksam. Durch einen Unfall von Hallyday war das Rennen jedoch vorzeitig beendet. Nachdem de Crem/Kraihamer beim dritten Saisonrennen der Le Mans Series früh zurückgefallen waren, musste de Crem das Team aus Budgetgründen verlassen. Thor-Christian Ebbesvik wurde der neue Teamkollege von Kraihamer. Die beiden erreichten beim vierten Rennen in Silverstone den dritten Platz in der LMP2-Wertung. Beim fünften und letzten Rennen schieden die beiden aus. Kraihamer pilotierte das Auto kurz vor Rennende und fuhr mit Bremsversagen in der letzten Minute auf dem zweiten Platz der LMP2-Wertung liegend in die Streckenbegrenzung. Kraihamer lag schließlich auf dem fünften Platz in der LMP2-Wertung. Darüber hinaus nahm Kraihamer 2011 in einem BMW Z4 GT3 des Teams Engstler Motorsport am 24-Stunden-Rennen von Dubai teil.
Obwohl Kraihamer während der Saison 2011 bekräftigte, in der nächsten Saison noch nicht direkt in der LMP1-Kategorie starten zu wollen, unterschrieb er für die Saison 2012 einen Vertrag bei OAK Racing für die LMP1-Klasse der neugegründeten FIA-Langstrecken-Weltmeisterschaft (WEC). Ein Test in Sebring im LMP1-Fahrzeug von OAK Racing änderte seine Einstellung zu einem frühzeitigen Wechsel in die höchste Kategorie der LMP1-Fahrzeuge. Bei den Testfahrten gelang es ihm bereits am zweiten Testtag die Rundenzeiten seiner Teamkollegen zu fahren. Am 18. März 2013 gab Lotus bekannt, dass Kraihamer verpflichtet wurde und in der folgenden Saison gemeinsam mit Thomas Holzer in der LMP2-Klasse an den Start gehen wird.
Nach drei Jahren bei Rebellion Racing, gehörte Kraihamer seit 2017 zum Fahrerkader von ByKolles Racing. Seit den Ablauf der Rennsaison 2018 hat er keine Rennen mehr bestritten.

## Familie
Seine Schwester Laura (* 29. Juli 1991) ist ebenfalls Rennfahrerin und seit 2018 in der ADAC GT-Serie unterwegs.

## Statistik

### Karrierestationen
| - 2004–2008: Kartsport - 2008: FIA-GT3-Europameisterschaft - 2009: Formula Le Mans (Platz 13) | - 2010: Le Mans Series, FLM (Platz 5) - 2010: Französischer Porsche Carrera Cup - 2011: Le Mans Series, LMP2 (Platz 5) | - 2012: WEC, LMP1 |

### Le-Mans-Ergebnisse
| Jahr | Team                 | Fahrzeug         | Teamkollege          | Teamkollege       | Platzierung     | Ausfallgrund     |
| ---- | -------------------- | ---------------- | -------------------- | ----------------- | --------------- | ---------------- |
| 2011 | Team Oreca Matmut    | Oreca 03         | David Hallyday       | Alexandre Prémat  | Ausfall         | Unfall           |
| 2012 | OAK Racing           | OAK Pescarolo 01 | Franck Montagny      | Bertrand Baguette | Ausfall         |                  |
| 2013 | Lotus                | Lotus T128       | Thomas Holzer        | Jan Charouz       | Ausfall         | Kupplungsschaden |
| 2014 | Rebellion Racing     | Rebellion R-One  | Andrea Belicchi      | Fabio Leimer      | Ausfall         | Motorschaden     |
| 2015 | Rebellion Racing     | Rebellion R-One  | Alexandre Imperatori | Daniel Abt        | Rang 18         |                  |
| 2016 | Rebellion Racing     | Rebellion R-One  | Alexandre Imperatori | Mathéo Tuscher    | nicht klassiert |                  |
| 2017 | ByKolles Racing Team | ENSO CLM P1/01   | Oliver Webb          | Marco Bonanomi    | Ausfall         | Motorschaden     |
| 2018 | ByKolles Racing Team | ENSO CLM P1/01   | Oliver Webb          | Tom Dillmann      | Ausfall         | Unfall           |

### Sebring-Ergebnisse
| Jahr | Team       | Fahrzeug         | Teamkollege      | Teamkollege       | Platzierung | Ausfallgrund |
| ---- | ---------- | ---------------- | ---------------- | ----------------- | ----------- | ------------ |
| 2012 | OAK Racing | OAK Pescarolo 01 | Guillaume Moreau | Bertrand Baguette | Ausfall     | Defekt       |

### Einzelergebnisse in der FIA-Langstrecken-Weltmeisterschaft
| Saison  | Team             | Rennwagen                   | 1   | 2   | 3   | 4   | 5   | 6   | 7   | 8   | 9   |
| ------- | ---------------- | --------------------------- | --- | --- | --- | --- | --- | --- | --- | --- | --- |
| 2012    | OAK Racing       | OAK Pescarolo 01            | SEB | SPA | LEM | SIL | SAO | BAH | FUJ | SHA |     |
| 2012    | OAK Racing       | OAK Pescarolo 01            | DNF | DNF | DNF | 17  | DNF | DNF | 18  | 14  |     |
| 2013    | Lotus            | Lotus T128                  | SIL | SPA | LEM | SAO | AUS | FUJ | SHA | BAH |     |
| 2013    | Lotus            | Lotus T128                  | DNF | 14  | DNF | DNF | 7   | 11  | 11  | DNF |     |
| 2014    | Rebellion Racing | Lola B12/60 Rebellion R-One | SIL | SPA | LEM | AUS | FUJ | SHA | BAH | SAO |     |
| 2014    | Rebellion Racing | Lola B12/60 Rebellion R-One | DNF | DNF | DNF | DNF | 11  | 8   | 6   | 18  |     |
| 2015    | Rebellion Racing | Rebellion R-One             | SIL | SPA | LEM | NÜR | AUS | FUJ | SHA | BAH |     |
| 2015    | Rebellion Racing | Rebellion R-One             |     |     | 18  | DNF | 28  | 30  | DNF | 11  |     |
| 2016    | Rebellion Racing | Rebellion R-One             | SIL | SPA | LEM | NÜR | MEX | AUS | FUJ | SHA | BAH |
| 2016    | Rebellion Racing | Rebellion R-One             | 3   | 3   | DNF | 7   | 5   | 7   | 6   | 24  | 7   |
| 2017    | Team Kolles      | CLM P1/01                   | SIL | SPA | LEM | NÜR | MEX | AUS | FUJ | SHA | BAH |
| 2017    | Team Kolles      | CLM P1/01                   |     | 6   | DNF | 14  |     |     |     |     |     |
| 2018/19 | Team Kolles      | CLM P1/01                   | SPA | LEM | SIL | FUJ | SHA | SEB | SPA | LEM |     |
| 2018/19 | Team Kolles      | CLM P1/01                   | 4   | DNF |     |     |     |     |     |     |     |